# Pseudopterorthochaetes hystrix
Pseudopterorthochaetes hystrix là một loài bọ cánh cứng trong họ Hybosoridae. Loài này được Paulian miêu tả khoa học năm 1991.